# Mauro Blanco
Mauro Blanco Salvador (San José de Pocitos, 25 novembre 1967) è un ex calciatore boliviano, di ruolo centrocampista.

## Biografia
Nato da Mauro Blanco e Nancy Salvador, ha avuto due figli dal matrimonio con Roxana Inclán. Una volta ritiratosi dall'attività agonistica ha aperto una scuola calcio a Santa Cruz de la Sierra.

## Caratteristiche tecniche
Centrocampista, giocava prevalentemente come trequartista. Era dotato di un fisico minuto che, sebbene lo ponesse in svantaggio dal punto di vista della potenza, gli conferiva una certa agilità. Si fece inoltre notare per la capacità realizzativa.

## Carriera

### Club
Blanco iniziò a giocare a calcio negli anni 1970, nella sua città natale; partecipò poi a un torneo giovanile nel 1980 e passò nell'Independiente, con cui giocò sino all'età di sedici anni. Nel 1987 si trasferì a Sucre per giocare con l'Universitario; debuttò nell'incontro con il Bolívar. Dopo aver disputato due stagioni con l'Universitario fu acquistato proprio dal Bolivar, con cui ebbe la possibilità di debuttare in Coppa Libertadores. Con la compagine di La Paz vinse per due volte consecutive il campionato nazionale. A metà del 1994 lasciò la società dalla maglia celeste per il Wilstermann di Cochabamba. Ebbe poi due esperienze a Sucre, con Independiente Petrolero e Stormers, mentre nel 1997 fece ritorno nella capitale, vestendo i colori del The Strongest. Disputò la Coppa Libertadores 2001 con l'Oriente Petrolero e nel 2003 si ritirò dopo aver giocato con il San José di Oruro.

### Nazionale
Il 23 marzo 1997 fece il suo esordio in Nazionale maggiore, prendendo parte alle qualificazioni al campionato mondiale di calcio 1998. Nel 1997 venne incluso nella lista per la Copa América. Esordì nella competizione il 15 giugno all'Estadio Hernando Siles di La Paz contro il Perù, disputando il primo tempo e venendo poi rilevato da Erwin Sánchez. Non fu poi più impiegato fino alla semifinale con il Messico, di cui giocò quindici minuti.

## Palmarès

### Club

#### Competizioni nazionali
- Campionato boliviano: 3

Bolívar: 1991, 1992
Blooming: 1998